# Sophie Reine

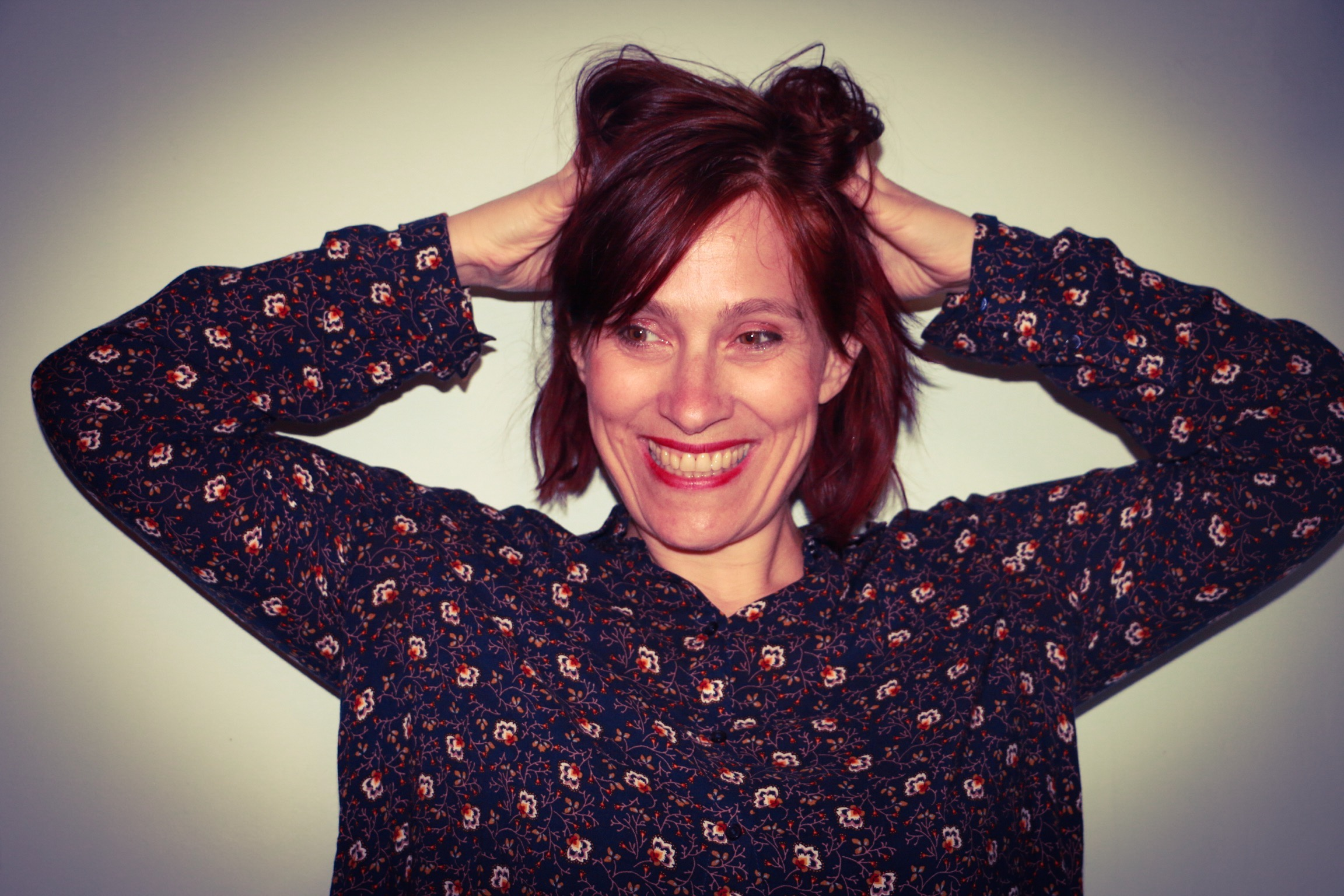
Sophie Reine

Sophie Reine (* 20. Jahrhundert) ist eine französische Filmeditorin und Filmemacherin.
Sophie Reine ist seit Mitte der 1990er Jahre als Filmeditorin tätig, dabei die ersten Jahre noch als Schnitt-Assistentin sowie als Editorin zahlreicher Kurzfilme. Insgesamt schnitt sie mehr als 45 Filme. 2009 wurde ihre Arbeit bei C’est la vie – So sind wir, so ist das Leben mit dem César für den Besten Schnitt ausgezeichnet.
2016 veröffentlichte sie die Komödie Cigarettes et chocolat chaud , bei der sie selbst das Drehbuch schrieb und Regie führte. 2017 wurde dieser Film für den César für das Beste Erstlingswerk nominiert.

## Filmografie (Auswahl)
- 2005: Love Is in the Air (Ma vie en l’air)
- 2007: J’ai toujours rêvé d’être un gangster
- 2008: Wenn wir zusammen sind (Mes amis, mes amours)
- 2008: C’est la vie – So sind wir, so ist das Leben (Le premier jour du reste de ta vie)
- 2011: Ein freudiges Ereignis (Un heureux événément)
- 2012: Mademoiselle Populaire (Populaire)
- 2013: My Sweet Pepper Land
- 2014: Der Unbestechliche – Mörderisches Marseille (La French)
- 2016: Cigarettes et chocolat chaud  (Regie, Drehbuch)
- 2018: Gueule d’ange
- 2019: Königreich der Bären (La fameuse invasion des ours en Sicile)
- 2019: Frankie
- 2019: Ein Papa für alle (Damien veut changer le monde)
- 2021: Suprêmes
- 2023: Passages